# Temelucha protrusa
Temelucha protrusa är en stekelart som beskrevs av Dasch 1979. Temelucha protrusa ingår i släktet Temelucha och familjen brokparasitsteklar. Inga underarter finns listade i Catalogue of Life.